# Jaakko Hintikka
Jaakko Hintikka (Vantaa, 12 de enero de 1929-Porvoo, 12 de agosto de 2015) fue un filósofo y lógico finés.

## Biografía
Hintikka nació en Vantaa. Luego de enseñar en Florida State University, Stanford, Universidad de Helsinki, y la Academia de Finlandia, Hintikka fue profesor de filosofía en la Universidad de Boston hasta su fallecimiento. Fue un autor prolífico, habiendo publicado o coeditado más de 30 libros y más de 300 artículos en publicaciones académicas. Realizó contribuciones en los campos de la lógica matemática, lógica filosófica, filosofía de la matemática, epistemología, teoría del lenguaje y filosofía de la ciencia. Sus trabajos han sido editados en más de nueve idiomas. 
Hintikka es reconocido como el fundador de la lógica epistémica formal y de la semántica del juego para la lógica. Al principio de su carrera, creó una semántica de la lógica modal esencialmente análoga a la semántica de marco de Kripke, y descubrió el hoy ampliamente difundido tableau semántico, en forma independiente de Evert Willem Beth. Más recientemente, trabajó principalmente en semántica de los juegos, y en independence-friendly logic, conocida por sus "cuantificadores de bifurcación" los cuales Hintikka creyó más afines con nuestras intuiciones sobre cuantificadores que la lógica de primer orden convencional. Realizó importantes trabajos de exégeta sobre Aristóteles, Kant, Wittgenstein, y Charles Peirce. Se puede ver a Hintikka como una continuación de la tendencia analítica anglo-americana en filosofía, que fuera fundada por Frege y Bertrand Russell, continuada por Carnap, Willard Van Orman Quine, y su colega finlandés Georg Henrik von Wright.

## Libros selectos
- De su autoría
  - The Philosophy of Mathematics ISBN 0-19-875011-0
  - The Principles of Mathematics Revisited ISBN 0-521-62498-3
  - Paradigms for Language Theory and Other Essays ISBN 0-7923-4780-3
  - Lingua Universalis vs Calculus Ratiocinator ISBN 0-7923-4246-1
  - Inquiry as Inquiry: A Logic of Scientific Discovery ISBN 0-7923-5477-X
  - Language, Truth and Logic in Mathematics ISBN 0-7923-4766-8
  - Ludwig Wittgenstein: Half-Truths and One-and-a-Half-Truths ISBN 0-7923-4091-4
  - Analyses of Aristotle ISBN 1-4020-2040-6
  - The Logic of Epistemology and the Epistemology of Logic ISBN 0-7923-0040-8
- Obras sobre Hintikka
  - Auxier, R.E., and Hahn, L., eds., 2006. The Philosophy of Jaakko Hintikka (The Library of Living Philosophers). Open Court. Includes a complete bibliography of Hintikka's publications.
  - Daniel Kolak, On Hintikka, Wadsworth 2001 ISBN 0-534-58389-X
  - Daniel Kolak and John Symons, eds., Quantifiers, Questions and Quantum Physics: Essays on the Philosophy of Jaakko Hintikka Springer 2004 ISBN 1-4020-3210-2